# Driver (seria)
Driver – seria gier komputerowych na platformy PlayStation, PlayStation 2, PlayStation 3, Xbox, Xbox 360. Wii, Nintendo 3DS, Game Boy Color, Game Boy Advance, iOS oraz PC i systemy Macintosh. Stworzona przez Reflections Interactive, początkowo wydawana przez GT Interactive. 2 września 2011 wydano ostatnią część gry. Ubisoft wykupił licencję na grę od Atari. Wszyscy pracownicy Reflections Interactive przeszli do Ubisoft, aby pracować nad serią.

## Gry z serii

### Driver
Pierwsza gra z serii Driver została wydana na platformę PlayStation oraz Game Boy Color 30 czerwca 1999 w Stanach Zjednoczonych i 9 marca 2000 w Japonii oraz 10 września 2000 w Stanach Zjednoczonych i 13 października 2000 w Europie na komputery osobiste. Gracz wciela się w tajnego agenta policyjnego, Tannera. W grze dostępne są miasta Miami, San Francisco, Los Angeles i Nowy Jork. Akcja gry toczy się w latach siedemdziesiątych.

### Driver 2
Druga część z serii została wydana na platformę PlayStation oraz Game Boy Advance przez Infogrames. W USA wydana 13 listopada 2000 i cztery dni później, 17 listopada, w Europie. Kolejny raz głównym bohaterem był Tanner. tym razem akcja miała miejsce w Chicago, na Hawanie, w Las Vegas oraz w Rio de Janeiro. Jednocześnie była to pierwsza gra z serii, która pozwalała na wyjście z wozu i poruszanie się po mieście.

### Driv3r
Trzecia część z serii o policjancie Tannerze wydana została na konsole PlayStation 2 i Xbox 21 czerwca 2004 w Stanach Zjednoczonych i 25 czerwca w Europie. Gra została wydana na platformy PC, Game Boy Advance, pracowano także nad wersją na konsolofon Nokia N-Gage, lecz z powodu niskiego zainteresowania, wstrzymano prace nad grą. Pomimo sukcesu komercyjnego gry wielu fanów i recenzentów przyznawało, że gra zawiera wiele błędów i niedoróbek, które nie powinny mieć miejsca w grze z tak znanej serii.

### Driver: Parallel Lines
Czwarta gra z serii, Driver: Parallel Lines, została wydana 14 marca 2006. Reflections nazwało Parallel Lines "Powrotem do korzeni" poprzez większy nacisk na jazdę pojazdami. Gra różni się od poprzedniczek m.in. tym, że bohaterem nie jest już Tanner, a fabuła i akcja mają miejsce w jednym mieście, w Nowym Jorku. Grę wydano na konsole Wii, Xbox, PC, i PlayStation 2. Wersja na konsole PlayStation Portable została wydana pod nazwą Driver 76. Prawa do marki Driver wykupiła firma Ubisoft, dzięki czemu gra została w 2007 roku wydana na PC i trafiła do sklepów 26 czerwca 2007.

### Driver: San Francisco
Piąta gra z serii gier "Driver", "Driver: San Francisco" została wydana w 2011 roku. Ubisoft nazwało ją "powrotem do pierwszej gry z serii" poprzez akcję, która toczy się tylko i wyłącznie w pojazdach, i dzięki efektownym pościgom rodem z hollywoodzkich produkcji filmowych. Gra różni się od poprzedniczek m.in. tym, że nie ma możliwości opuszczenia pojazdu, i dodano nową opcję shift (przeskok między pojazdami), a fabuła i akcja mają miejsce tylko w jednym mieście San Francisco w Stanach Zjednoczonych. Gra została wydana na konsole Wii, Xbox 360 i PlayStation 3 oraz na PC.

## Odbiór serii
Seria gier Driver na przestrzeni lat otrzymywała głównie pozytywne recenzje, plasujące się między 60% a 87% Metascore.
| Gra                       | GameRankings                            | Metacritic                   |
| ------------------------- | --------------------------------------- | ---------------------------- |
| Driver                    | 87% (PS) 79% (PC) 76% (GBC)             | b/d                          |
| Driver 2                  | 76% (PS) 64% (GBA)                      | 62% (PS) 73% (GBA)           |
| Driv3r                    | 60% (Xbox) 59% (PS2) 41% (PC) 50% (GBA) | 57% (PS2) 40% (PC)           |
| Driver: Vegas             | 56%                                     | b/d                          |
| Driver: Parallel Lines    | 70% (PS2) 69% (Xbox) 62% (PC) 60% (Wii) | 69% (PS2) 61% (PC) 59% (Wii) |
| Driver 76                 | 60%                                     | 57%                          |
| Driver: L.A. Undercover   | 70%                                     | b/d                          |
| C.O.P. The Recruit        | 60%                                     | 55%                          |
| Driver: San Francisco     | 80% (PC) 77% (PS3, Xbox 360) 62% (Wii)  | 78% (PS3, Xbox 360)          |
| Driver: Renegade          | 49%                                     | 56%                          |
| Driver Speedboat Paradise | 50%                                     | 54%                          |